# 圣方济各沙勿略堂 (巴黎)

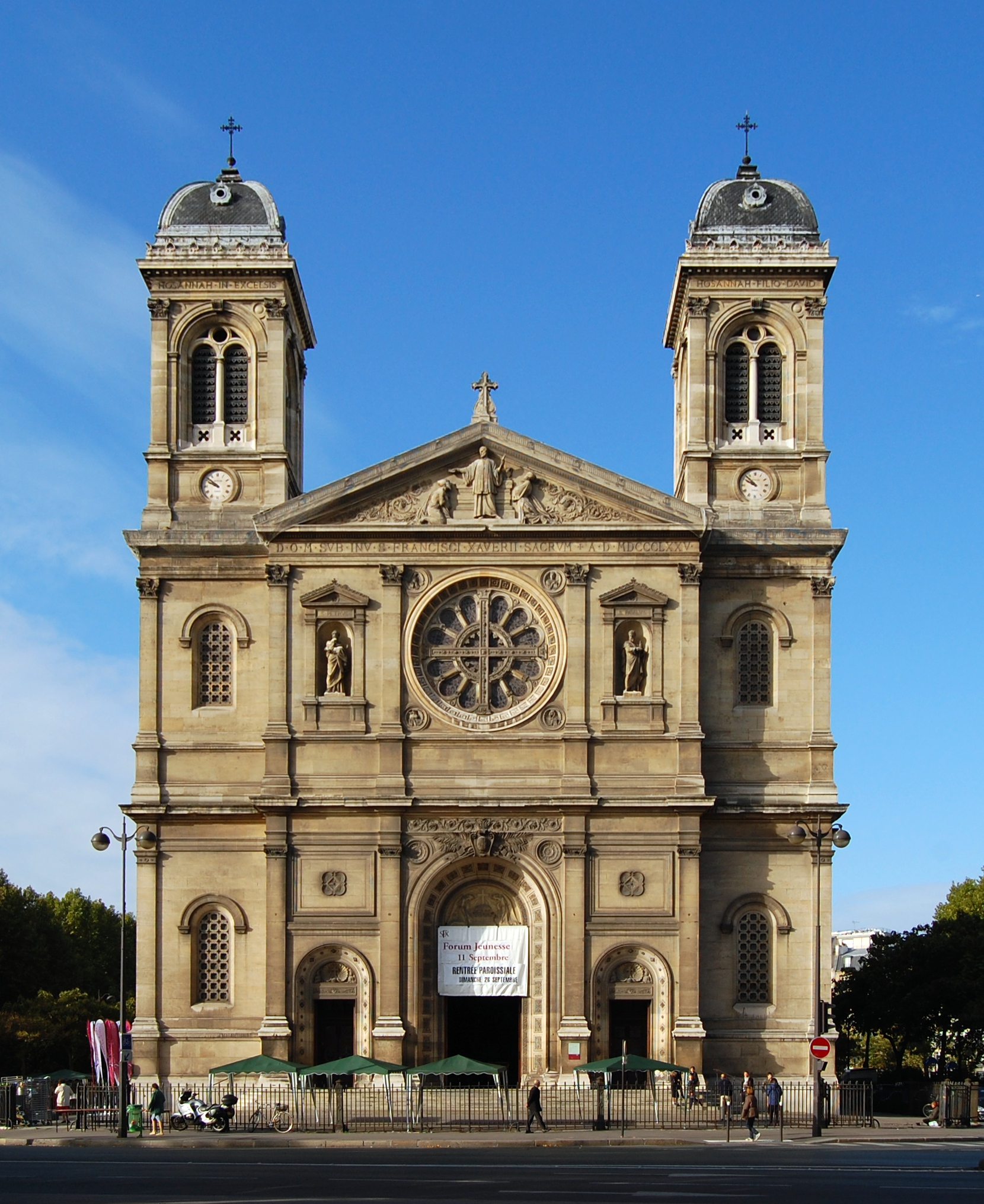
圣方济各沙勿略教堂

圣方济各沙勿略教堂（Saint-François Xavier des Missions étrangères）是法国巴黎第七区的一座天主教堂，主保圣人是圣方济各沙勿略，附近的地铁圣方济各沙勿略站因而得名。
在反宗教改革时期的1637年，Duval在Bac路成立了外方传教会神学院，神学院的小礼拜堂建于1683－1689年，在革命期间，当圣叙尔比斯教堂被关闭时，该小礼拜堂秘密充当本堂區聖堂。1802年脱离圣叙尔比斯本堂區，单独成立外方传教会本堂區。40年后的1842年，主保圣人定为圣方济各沙勿略。但是，神学生和本堂區教友共用一个小教堂，很快就觉得太过狭窄，1861年，市政府另外为教友新建一座教堂，地点选择在荣军院大道的转弯处，并规划一条大道通往塞纳河上的卡卢塞尔桥。根据奥斯曼的巴黎改造计划，新教堂构成规划大道的尽头。1863年工程一度中断。教堂的外部完成于1874年7月15日，1875年复活节开幕，当时内部装潢尚未完成，直到1894年5月23日，耶稣圣体节前夕，才由巴黎总主教祝圣。 
堂区现有24,000人。